# Teskedsgumman (TV-serie, 1983)
Teskedsgumman (japanska: スプーンおばさん Supūn Obasan, engelska: Mrs. Pepperpot) är en japansk-kanadensisk animerad TV-serie från 1983 som bygger på böckerna om Teskedsgumman av Alf Prøysen. Serien skapades av japanska studion Pierrot och sändes på NHK mellan april 1983 och mars 1984 i 130 avsnitt.

## Rollista

### Japanska originalröster
- Reiko Seno – Teskedsgumman
- Keiko Yokozawa
- Joji Yanami

### Svenska röster
- Carl-Gustaf Lindstedt, Birgitta Andersson, Beatrice Järås, Bert Åke Varg, Staffan Hallerstam, Gunnar Ernblad, Hanna Zetterström, Per Sandborgh, Hasse Jonsson
- Regissör – Lasse Svensson[3][4]

## Utgivning
21 avsnitt av serien har utgivits i Sverige 1995 på VHS av Carlton Home Entertainment.